# Alliance (Carolina del Nord)
Alliance è una città (Town) della Contea di Pamlico, nella Carolina del Nord. La popolazione era di 781 abitanti al censimento del 2000.

## Geografia fisica
Secondo l'United States Census Bureau la città sorge su un'area di 5.2 km², interamente di terraferma.

## Società

### Evoluzione demografica
Secondo il censimento del 2000, vi erano 781 abitanti, 288 abitazioni e 201 famiglie residenti in città. La densità di popolazione era di 150.4 abitanti per km². Dal punto di vista razziale vi era il 79.64% di bianchi, il 17.67% di uomini di colore, l'1.15% di Nativi Americani, lo 0.51% di asiatici, lo 0.26% di uomini di altre razze e lo 0.77% di uomini appartenenti a due o più razze.
La popolazione era eterogenea e vi era il 22.5% di abitanti con meno di 18 anni, il 5.5% di abitanti con un'età compresa fra i 18 e i 24 anni, il 24.5% di abitanti con un'età compresa fra i 25 e i 44 anni, il 22.8% di abitanti con un'età compresa fra i 45 e i 64 anni e il 24.7% di abitanti con 65 anni o più. L'età media era di 43 anni. Per ogni 100 donne vi erano 83.3 uomini. Per ogni 100 donne con 18 anni o più vi erano 77.4 uomini.
Il guadagno medio per una famiglia in città era di $26,719. Il guadagno medio per un uomo in città era di $33,125 mentre per una donna $22,438.